# Distrito de Dima Hasao
Dima Hasao es un distrito de India en el estado de Assam. Código ISO: IN.AS.DH.
Comprende una superficie de 4 888 km².
El centro administrativo es la ciudad de Haflong.

## Demografía
Según censo 2011 contaba con una población total de 213 529 habitantes, de los cuales 102 963 eran mujeres y 110 566 varones.